# Слава переможцям
Слава переможцям — літній або пізньолітній сорт яблуні домашньої селекції Мліївської дослідної станції садівництва імені Л. П. Симиренка, отриманий від гібридизації сортів Паперівка і Мекінтош 1928 року. Селекціонери — Л. М. Ро, П. Ю. Цехмістренко, Никоненко М. М.. Районований майже повсюдно в регіонах промислового садівництва колишнього СРСР.

## Опис
Дерево сильноросле з широкопірамідальною кроною, з віком високоовальною, або високоокруглою. Головні гілки з коричневою корою, відходять від стовбура під гострим кутом і підняті вгору, але з часом відгалужуються в сторони, середньо обростають кільчатками і плодовими прутиками.
Пагони прямі, коричневі, з дрібними густими чечевичками. У розпліднику стебла червонувато-бурі, блискучі, слабоколінчасті. Листя середнього розміру, округлі і округло-овальні, з короткозагостреними кінцями, світло-зелені, з ледь помітною жовтизною, майже гладкі, слабо опушені, плоскі, з ледь піднятими краями. Черешки слабкозабарвлені, прилистки дрібні, ланцетоподібні.
Квітки блюдцеподібні, рожеві. Бутони червоні.
Сорт самобезплідний. Найкращі запилювачі: Боровінка, Вадимівка, Мелба, Делічія, Пріам, Антонівка звичайна, Джеймс Грів.

### Плоди
Плоди великі і середні, красиві, довгасто-округлі, округлі або слабоконічні у верхній частині, рівні або з ледь помітним одним ребром. Шкірочка гладенька. Основне забарвлення при зніманні світло-зелене із суцільним, ошатним червоним, розмитим рум'янцем, що покриває весь плід, з легким восковим нальотом і численними світлими підшкірними крапками. Плодоніжки середньої довжини і товщини. Насіннєві камери об'ємні, витягнуті по вертикалі, широкими щілинами відкриті в порожнину, мають до чотирьох-шести штук дрібних, округлих, трохи овальних, темно-коричневих насінин.
М'якоть яблук біла, злегка кремувата, дуже ніжна, соковита, ароматна, відмінного кисло-солодкого смаку. Хімічний склад плодів: сума цукрів — 13-14,4 %, цукрів — 10,7 %, титруємих кислот — 0,8 %, аскорбінової кислоти — 8 мг/100г, сума Р-активних речовин — 110 мг/100г.
Плоди дозрівають від першої половини серпня на півдні, до початку вересня на півночі і зберігаються до грудня, на півдні — два тижні.
Плоди погано утримуються на дереві при повному дозріванні. Товарність плодів 80-90 %.

## Врожайність
Дерева починають плодоносити на півдні на слаборослих вегетативних підщепах на 4-5 рік, на півночі — пізніше. У південних садах, при доброму агрофоні, можливе плодоношення дворічних дерев. Перші роки плодоношення регулярне, пізніше — з періодичністю, сильно зумовленою рівнем агрофону. Продуктивність сорту висока або середня: 110 −195 ц/га. На нових карликових і напівкарликових підщепах продуктивність сорту зростає до 300 ц/га за рахунок ущільнених посадок і підвищеного агрофону.

## Умови вирощування
Сорт досить зимостійкий, але недостатньо посухостійкий, що позначається на рівні обсипання плодів.
Сприйнятливість до парші середня, до борошнистої роси низька.

## Використання
Яблука використовують у свіжому вигляді, на виготовлення марочних соків, сухофруктів, для мочіння.

## Переваги сорту
- Врожайність;
- Зимостійкість дерев;
- Високі якості плодів.

## Недоліки сорту
- Низька посухостійкість, надто в останнє десятиліття, через значне збільшення суми активних температур;
- Загущеність крони, що вимагає підвищеної уваги до догляду.

## Селекція
У селекції сорт цінний для передачі ознак десертного смаку, високого товарного вигляду плодів. За його участі створено багато сортів яблуні в Україні, на Північному Кавказі та інших регіонах колишнього СРСР.

## Нагороди
- Золота медаль Міжнародної виставки в Ерфурті[1]
- За виведення продуктивних сортів яблуні (Слава переможцям, Черкаське урожайне, Лісостепове та ін.) селекціонерів Млієва Л. М. Ро, П. Ю. Цехмістренко, Никоненко М. М. 1950 р. удостоїли Сталінської премії.[1]